# Galeazzo Caracciolo
Galeazzo Caracciolo (* Januar 1517 in Neapel; † 7. Mai 1586 in Genf) war ein italienischer Protestant in der Renaissance.

## Leben
Caracciolo entstammte der neapolitanischen Adelsfamilie Caracciolo und war über seine Mutter, eine Schwester des späteren Papstes Paul IV., und seine erste Frau Vittoria, die er 1537 geheiratet hatte, mit den Carafas verwandt. Seine ersten Kontakte zum Protestantismus fand Caracciolo durch den Kreis um Juan de Valdés in Neapel.  Schließlich ging er 1551 ohne Frau und Kinder für immer nach Genf und wurde zu einer führenden Gestalt in der italienischen Calvinistengmeinde. Als sein Onkel als Paul IV. den Papstthron bestieg, machte er ihm das Angebot, er könne auf venezianischem Territorium leben, das Caracciolo aus Misstrauen gegenüber den Päpsten ausschlug.